# Dorothy S. Severin
Dorothy Sherman Severin (Estados Unidos, 24 de marzo de 1942) es una hispanista estadounidense, especializada en la literatura española del siglo XV y, particularmente, en la llamada novela sentimental, la poesía de cancionero y la obra conocida como La Celestina. Aunque nacida y formada en Estados Unidos, ha desarrollado gran parte de su actividad profesional en el Reino Unido, en el Westfield College de la entonces University of London, hoy parte de Queen Mary, University of London (1969-1982), y en la Universidad de Liverpool, en la que desde 1982 ocupó la cátedra Gilmour de español (Gilmour Professor of Spanish) y fue vicerrectora adjunta (Pro-Vice-Chancellor) entre 1989 y 1992. Ha participado y participa en varias importantes asociaciones de hispanistas, entre las que cabe destacar WISPS (Women in Spanish, Portuguese, and Latin-American Studies), de la que es miembro fundador. Actualmente y desde su jubilación en 2008 es Profesora Emérita de la Universidad de Liverpool.

## Reseña biográfica

### Infancia y juventud
Dorothy Severin nació como Dorothy Sherman el 24 de marzo de 1942. Su padre, Wilbur B. Sherman, era geólogo, reconvertido a meteorólogo, en el Ejército de los Estados Unidos, por lo que su infancia transcurrió de una base militar a otra. El continuo cambio de lugar de residencia marcó los primeros años de su vida, incluso cuando su padre dejó el ejército, conociendo distintas ciudades de Estados Unidos y viviendo durante un período de cuatro años en Brasil, donde aprendió a hablar portugués brasileño. Completó su educación primaria y secundaria en Dallas (Texas) y su expediente académico le valió dos ofertas de dos de las Siete Escuelas Hermanas para estudiar en ellas: Vassar College (mixta desde 1969) y Radcliffe College (integrada en la Universidad de Harvard). Escogió esta última y se graduó en 1963, tras lo que inició sus estudios de postgrado no sin pocas dificultades pero respaldada y avalada por los hispanistas Stephen Gilman y Francisco Márquez Villanueva. Entretanto, contrajo matrimonio dos veces y la nacionalidad inglesa de su segundo marido contribuyó a que se trasladaran a Europa, donde Dorothy Severin completaría su tesis doctoral.

### Carrera profesional
Comenzó su carrera profesional en Jamaica, sustituyendo a Keith Whinnom en la Universidad de las Indias Occidentales, y continuó trabajando para algunas revistas desde El Salvador y Méjico, pero sin estabilidad profesional. Finalmente, se trasladó de nuevo a Reino Unido y en 1969 comenzó a impartir clases en Westfield College, así como a publicar y a forjarse un perfil como hispanista. En 1982 le fue concedida la cátedra Gilmour de español (Gilmour Professor of Spanish) de la Universidad de Liverpool, que ocupó hasta 2008, convirtiéndose así en la primera catedrática de español del Reino Unido. También sería la primera vicerrectora adjunta (Pro-Vice-Chancellor) del país entre 1989 y 1992. En reconocimiento a su carrera, actualmente es profesora emérita, también en la Universidad de Liverpool.
Además de su actividad puramente investigadora y docente, de la que son fruto numerosos libros y artículos, ha formado parte de varias asociaciones de hispanistas, ya en calidad de socio, ya como parte de la junta directiva, y ha colaborado en innumerables comités científicos y juntas editoriales, destacando tal vez su trabajo en el Bulletin of Hispanic Studies.
A lo largo de su carrera ha sido merecedora de varios premios y reconocimientos a su labor intelectual, tales los de académico correspondiente extranjero de la Real Academia Española, dama de la Orden del Imperio Británico o miembro de la Sociedad de Anticuarios de Londres. Actualmente, una beca conjunta de WISP (Women in Spanish, Portuguese, and Latin-American Studies) y AHGBI (Association of Hispanists of Great Britain and Ireland) lleva su nombre, y en 2009 se publicó una colección de artículos en su honor (Late Medieval Spanish Studies in Honour of Dorothy Sherman Severin, ed. Joseph T. Snow y Roger Wright, Liverpool, Liverpool University Press, 2009).

## Pertenencia a asociaciones
- Women in Spanish, Portuguese, and Latin-American Studies (Miembro Fundador)
- Convivio. Poesía medieval y cancioneros (Vocal de la Junta Directiva)
- Asociación Hispánica de Literatura Medieval (Miembro de honor)
- Asociación Internacional de Hispanistas (Socio)
- Association of Hispanists of Great Britain and Ireland (Socio)
- Royal Society for the Arts (Miembro)
- Society of Antiquaries of London (Miembro)

## Publicaciones selectas
- Electronic Corpus of 15th-century Castilian Cancionero Manuscripts, coord. Dorothy S. Severin. Recurso en línea. Archivado el 6 de febrero de 2015 en Wayback Machine.
- Severin, Dorothy S. (2005). Religious Parody and the Spanish Sentimental Romance. Newark: Juan de la Cuesta. ISBN 9781588710789.
- Severin, Dorothy S. (2004). Del manuscrito a la imprenta en la época de Isabel la Católica. Kassel: Reichenberger. ISBN 9783935004909.
- Severin, Dorothy S. (1995). Witchcraft in "Celestina". Londres: Queen Mary. ISBN 9780904188134.
- Severin, Dorothy S. (1990). El cancionero de Oñate-Castañeda. Madison: Hispanic Seminary of Medieval Studies. ISBN 9780942260922.
- Severin, Dorothy S. (1989). Tragicomedy and Novelistic Discourse in "Celestina". Cambridge: Cambridge University Press. ISBN 9780521350853.
- San Pedro, Diego de (1973).  Dorothy S. Severin, ed. La Pasión trobada. Nápoles: La Stamperia.[1]
- Severin, Dorothy S. (1970). Memory in "La Celestina". Londres: Tamesis.[2]
- Rojas, Fernando de (1969).  Dorothy S. Severin, ed. La Celestina. Madrid: Alianza.